# Wespe-Klasse
Die Wespe-Klasse war eine Klasse von elf Panzerkanonenbooten der Kaiserlichen Marine. Die Boote wurden für die Verteidigung der deutschen Wattgebiete und Flussmündungen in der Deutschen Bucht konstruiert und zwischen 1875 und 1881 bei der AG Weser in Bremen gebaut. Von 1877 bis 1900 wurden die Einheiten der Klasse immer wieder zur Ausbildung der Mannschaften eingesetzt. Insgesamt waren die Boote jedoch nur wenig in Dienst und lagen zumeist in der Reserve. Nach der bis 1911 erfolgten Streichung aus der Liste der Kriegsschiffe fanden fast alle Einheiten für einige Jahre eine andere Verwendung, die Viper als Schwimmkran sogar bis in die 1960er Jahre hinein.

## Geschichte

### Entwicklung und Bau
Die während des Krimkrieges gemachten Erfahrungen führten weltweit zur Entwicklung hochseetüchtiger Panzerschiffe und kleinerer Panzerkanonenboote. Nach der Ernennung Helmuth von Moltkes zum Generalstabschef im Jahr 1858 entstanden unter seiner Führung Pläne zur Verteidigung der preußischen Nord- und Ostseeküste, in denen auch „Panzer-Seekanonenboote“ vorgesehen waren. Auch von Seiten des Deutschen Bundes wurden derartige Überlegungen unter Einbeziehung der nicht-preußischen Küstenabschnitte angestellt, die preußischen Vorschläge jedoch letztlich abgelehnt. Die Planungen für Panzerkanonenboote waren damit aber nicht beendet, sondern wurden auch in den folgenden Jahren fortgeführt. Der angenommene Bedarf schwankte dabei zwischen acht und achtzehn Einheiten.

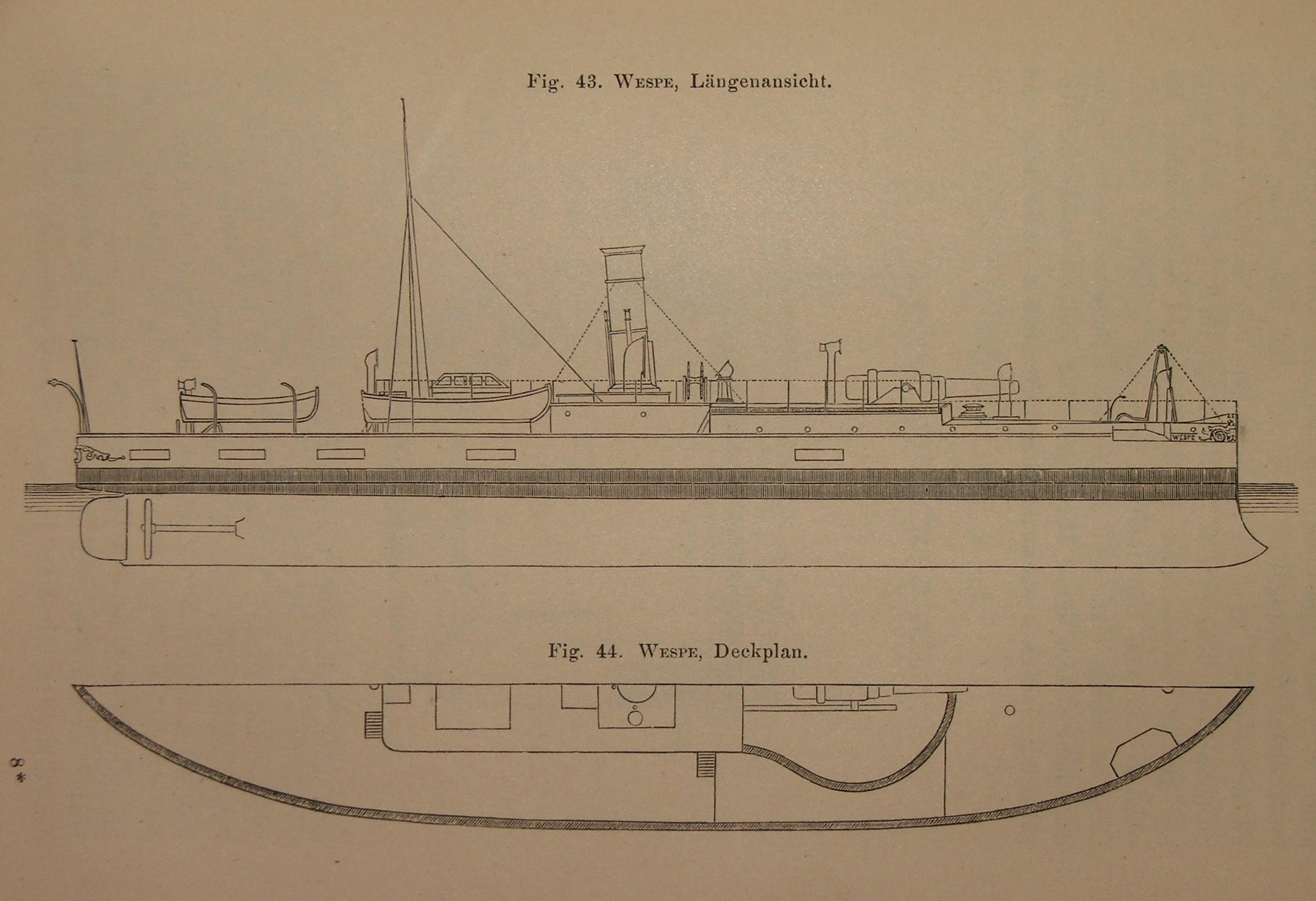
Skizze der Wespe im Originalzustand

Nach der Gründung des Deutschen Reiches entstand 1873 ein Flottenplan zum kontinuierlichen Aufbau der hauptsächlich aus der preußischen Marine hervorgegangenen Kaiserlichen Marine. In diesem waren auch sieben Panzerkanonenboote für die Verteidigung der großen Flussmündungen in der Deutschen Bucht vorgesehen. Aus Kostengründen wollte man in diesen Gebieten auf den schwierigen Bau von Küstenbefestigungen verzichten. Stattdessen sollten die Kanonenboote die Funktion als schwimmende Lafetten übernehmen. Es waren relativ kleine und flachgehende Fahrzeuge vorgesehen, die dem Gegner ein geringes Ziel bieten und im Wattenmeer notfalls auch trockenfallen können sollten.
Diesen Vorgaben entsprechend entstanden 1875 die Baupläne der Panzerkanonenboote, die einen für die deutsche Marine neuen Schiffstyp darstellten. Mit dem Bau der Boote wurde die Bremer Werft A.G. Weser beauftragt, die zuvor lediglich die beiden Flussmonitore Rhein und Mosel für die Kaiserliche Marine gebaut hatte. Zwischen 1875 und 1882 entstanden in Bremen elf Panzerkanonenboote, obwohl der Bedarf noch 1879 auf dreizehn Einheiten geschätzt worden war. Das Panzermaterial wurde bei der Dillinger Hütte bestellt, die es jedoch erst ab 1878 in der geforderten Qualität bereitstellen konnte. Die ersten fünf Boote mussten daher mit aus Großbritannien importierten Panzerplatten versehen werden. Die Baukosten für die Panzerkanonenboote beliefen sich auf jeweils rund 1,1 Mio. Mark und damit in etwa einem Siebentel eines zur selben Zeit gebauten Panzerschiffs der Sachsen-Klasse.
Die Wespe-Klasse litt sowohl unter der Unerfahrenheit der Werft im Kriegsschiffbau sowie des Konstruktionsbüros der Marine mit diesem Schiffstyp. Hinzu kamen die auch in anderen Marinen vorhandenen Unsicherheiten hinsichtlich der Entwicklung des Panzerschiffbaus sowohl in technischer als auch in taktischer Hinsicht. Die Boote wiesen daher größere Mängel auf, die zu einer negativen Beurteilung führten. So waren die Seeeigenschaften schlecht, die Dampfstrecke zu gering und die Besatzungsunterkünfte, auch für damalige Verhältnisse, sehr beschränkt. Die Schiffsnamen brachten den Booten in der Marine die  Sammelbezeichnung „Insektengeschwader“, die Mängel in Verbindung mit dem vorgesehenen Einsatzgebiet führten darüber hinaus zu den Spitznamen „Schlickrutscher“ und „Wattwanzen“. Dessen ungeachtet fand der Entwurf auch im Ausland Beachtung und wurde in der britischen Fachpresse thematisiert.

### Einsatz und  Verbleib
Der Einsatz der Panzerkanonenboote begann mit der Indienststellung der Wespe am 26. November 1876 zur Durchführung der Probefahrten. Eine regelmäßige Verwendung fanden die Boote jedoch erst nach 1880, als jedes Jahr im Sommer und Herbst mehrere Einheiten, jedoch nie mehr als fünf, zur Ausbildung der Besatzungen und teilweise auch den Herbstmanövern der Flotte herangezogen wurden. Ein angedachter Einsatz mehrerer Boote im Mittelmeer während der britischen Intervention in Ägypten im Sommer 1882 wurde nicht realisiert. In diesem Jahr war lediglich die Hummel, 1883 die Salamander in aktiver Verwendung. Von 1885 bis 1891 wurde jedes Jahr im August und September ein Übungsverband aus Viper und Mücke, die beide zuvor nicht in Dienst gestellt worden waren, sowie Salamander gebildet. Als viertes Boot gehörte 1885 die Wespe, von 1886 an die Camaeleon zum Verband. Während drei der Panzerkanonenboote nach dem Abschluss der Übungen wieder außer Dienst gestellt wurden, blieb die Mücke als Stammschiff der Reserve-Division der Nordsee auch während des Winters aktiv.

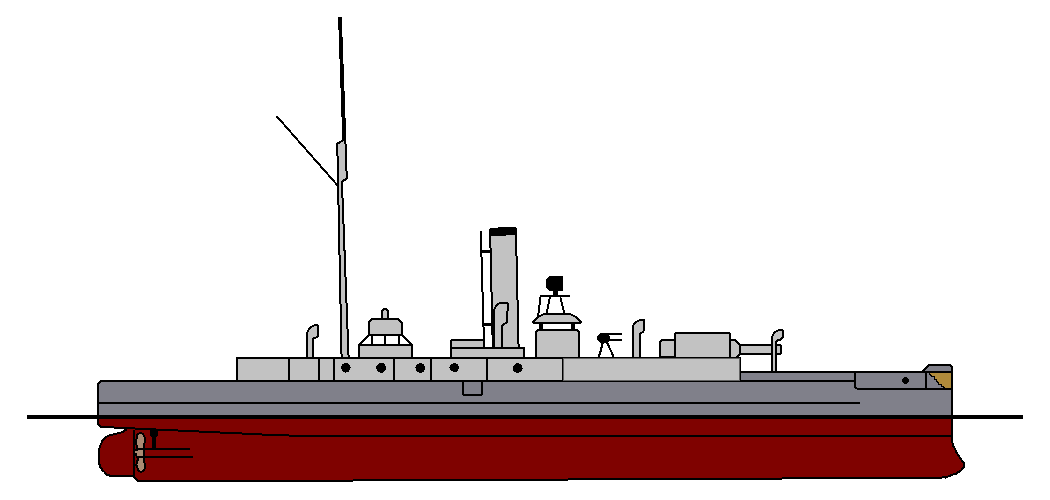
Skizze der Wespe im Bauzustand von 1900

In den Jahren 1892 und 1893 wurde keines der Boote eingesetzt. Stattdessen nahm man geringe Umbauten vor. So erhielten die Boote einen gepanzerten Kommandostand und vier zusätzliche kleinere Geschütze. Von 1894 an wurde die Natter jedes Jahr im Sommer in Dienst gestellt, während 1894/95 die Crocodill, von 1895 bis 1898 die Mücke und von 1898 bis 1900 die Scorpion als ganzjährig aktives Stammschiff diente. 1897 und letztmals 1900 wurden alle vier Boote für Übungen im Verband eingesetzt. Mit deren Außerdienststellung am 24. September 1900 endete die Verwendung der Wespe-Klasse. Die Boote waren, mit Ausnahme der Mücke, nur selten eingesetzt worden. Die kürzeste Dienstzeit wies die Biene mit lediglich 81 Einsatztagen in den Jahren 1881 und 1884 auf. Die Basilisk hingegen lag nach 125-tägigem Einsatz in den Jahren 1880 und 1881 bis zu ihrer Streichung für 29 Jahre auf, ohne erneut Verwendung zu finden.
Zwischen 1909 und 1911 wurden alle Einheiten der Wespe-Klasse aus der Liste der Kriegsschiffe gestrichen. Anschließend fanden sie einige Jahre lang für verschiedene Zwecke, für Leckversuche, als schwimmende Werkstatt oder auch als Prahm, in der Marine oder auch bei privaten Käufern Verwendung. Die Salamander sollte für einen Kaufpreis von 52.000 Mark nach Düsseldorf überführt werden. Im November 1910 strandete sie jedoch westlich von Castricum und musste aufgegeben werden. Die Aufbauten wurde 1936 verschrottet. Der Rest des Wracks versandete. Die Hummel kam als Depotschiff nach Swinemünde, wo sie am 4. Mai 1945 als 194. Flakschiff von Fliegerbomben versenkt wurde und damit als zweites Boot der Klasse verloren ging. Die Viper, das zum Kranschiff umgebaute letzte Boot der Wespe-Klasse, war noch 1962 vorhanden.

### Boote der Klasse

Die Wespe

- Wespe: Stapellauf am 6. Juli 1876. Die erste Indienststellung erfolgte am 26. November 1876 folgten kurze Einsätze im Frühjahr 1877 sowie jeweils im Herbst der Jahre 1880, 1881 und 1885. Am 28. Juni 1909 aus der Liste der Kriegsschiffe gestrichen, nach Düsseldorf verkauft und dort als Prahm aufgebraucht.[1]
- Viper: Stapellauf am 21. September 1876. Erstmals wurde das Boot am 20. August 1885 in Dienst gestellt. 1886 folgte ein Einsatz im Mai und Juni. In den folgenden fünf Jahren wurde das Boot jeweils im August und September aktiviert. Am 28. Juni 1909 aus der Liste der Kriegsschiffe gestrichen, wurde es in der Folgezeit zum Kranschiff umgebaut. Als solches war es 1918 maßgebend an der Bergung des aufgelaufenen Großlinienschiffs Rheinland beteiligt und mindestens bis 1962 vor Helgoland und in Wilhelmshaven verwendet.[7]
- Biene: Stapellauf am 2. Dezember 1876. Der ersten Indienststellung am 20. August 1881 folgte lediglich eine weitere Einsatzzeit von April bis Juni 1884. Nach der am 27. September 1910 Streichung aus der Liste der Kriegsschiffe wurde das Boot als Werkstattschiff verwendet und 1921 in Wewelsfleth abgewrackt.[8]
- Mücke: Stapellauf am 5. Mai 1877. Die erste Indienststellung fand erst am 1. Mai 1885 statt. Das Boot wurde bis 1891 sowie von 1895 bis 1898 in Dienst gehalten. Ein letzter Einsatz erfolgte im Sommer 1900. Am 18. März 1911 wurde die Mücke aus der Liste der Kriegsschiffe gestrichen und zum Heizschiff umgebaut, 1921 verkauft und in Wewelsfleth abgewrackt.[9]
- Scorpion: Stapellauf am 19. Mai 1877. Am 5. September 1884 erstmals in Dienst gestellt, fand das Boot 1895, 1897 und 1898 bis 1900 Verwendung. Am 18. März 1911 aus der Liste der Kriegsschiffe gestrichen, wurde die Scorpion bis 1918 bei der Torpedowerkstatt in Flensburg verwendet, 1919 verkauft und zunächst als Abwrackwerkstatt verwendet, bevor das Boot 1924 selbst abgebrochen wurde.[10]
- Basilisk: Stapellauf am 14. September 1878. Nach der ersten Indienststellung am 20. August 1880 wurde das Boot mit kurzer Unterbrechung bis November 1880 sowie ein zweites und letztes Mal im August und September 1881 eingesetzt und anschließend aufgelegt. Am 27. September 1910 wurde die Basilisk aus der Liste der Kriegsschiffe gestrichen und dem Leckversuchskommando zugeordnet, 1919 verkauft und 1920 in Hamburg abgewrackt.[2]
- Camaeleon: Stapellauf am 21. Dezember 1878. Das Boot wurde am 20. August 1880 für die Probefahrten erstmals in Dienst gestellt. In den Jahren 1881, 1884 und von 1886 bis 1891 erfolgten jeweils im Sommer weitere Einsätze. Am 28. Juni 1909 aus der Liste der Kriegsschiffe gestrichen, wurde das Boot 1910 verkauft und als Prahm aufgebraucht.[11]
- Crocodill: Stapellauf am 13. September 1879. Die erste Indienststellung fand am 20. September 1880 statt. In den Jahren 1884, 1894/95, 1897 und 1900 fand das Boot erneut Verwendung. Nach der Streichung aus der Liste der Kriegsschiffe am 18. März 1911 nutzte man die Crocodill als Zielschiff und ab 1913 als schwimmende Werkstatt. Nach 1918 wurde das Boot abgewrackt.[12]
- Salamander: Stapellauf am 6. Januar 1880. Am 4. September 1883 erstmals in Dienst gestellt, wurde das Boot zwischen 1885 und 1891 jährlich im Sommer eingesetzt. Die Streichung aus der Liste der Kriegsschiffe erfolgte am 28. Juni 1909. 1910 wurde die Salamander zum Abwracken nach Düsseldorf verkauft, strandete jedoch auf der Überführung dorthin vor Castricum.[13]
- Natter: Stapellauf am 29. September 1880. Die erste Indienststellung fand am 15. Juni 1884 statt. Von 1894 bis 1900 wurde das Boot jeweils im Sommer eingesetzt. Am 18. März 1911 aus der Liste der Kriegsschiffe gestrichen, wurde die Natter unter der Bezeichnung Stromquelle I bis 1924 als schwimmendes Kraftwerk in Wilhelmshaven, dann bis mindestens 1928 in Kiel verwendet.[14] Später erfolgte unter dem alten Namen eine Nutzung als Heizprahm. 1946 wurde das Boot schließlich in Mönkeberg abgewrackt.[3]
- Hummel: Stapellauf am 12. Februar 1881. Der ersten Indienststellung am 22. Mai 1882 folgte lediglich ein zweiter Einsatz im Sommer 1884. Am 27. September 1910 aus der Liste der Kriegsschiffe gestrichen, wurde das Boot bis zum Ende des Ersten Weltkrieges als Werkstattschiff, von 1923 an als Depotschiff verwendet.[15] Im Zweiten Weltkrieg fand die Hummel als Flakschiff Verwendung und wurde als solches am 4. Mai 1945 in Swinemünde versenkt.[3]

## Technik

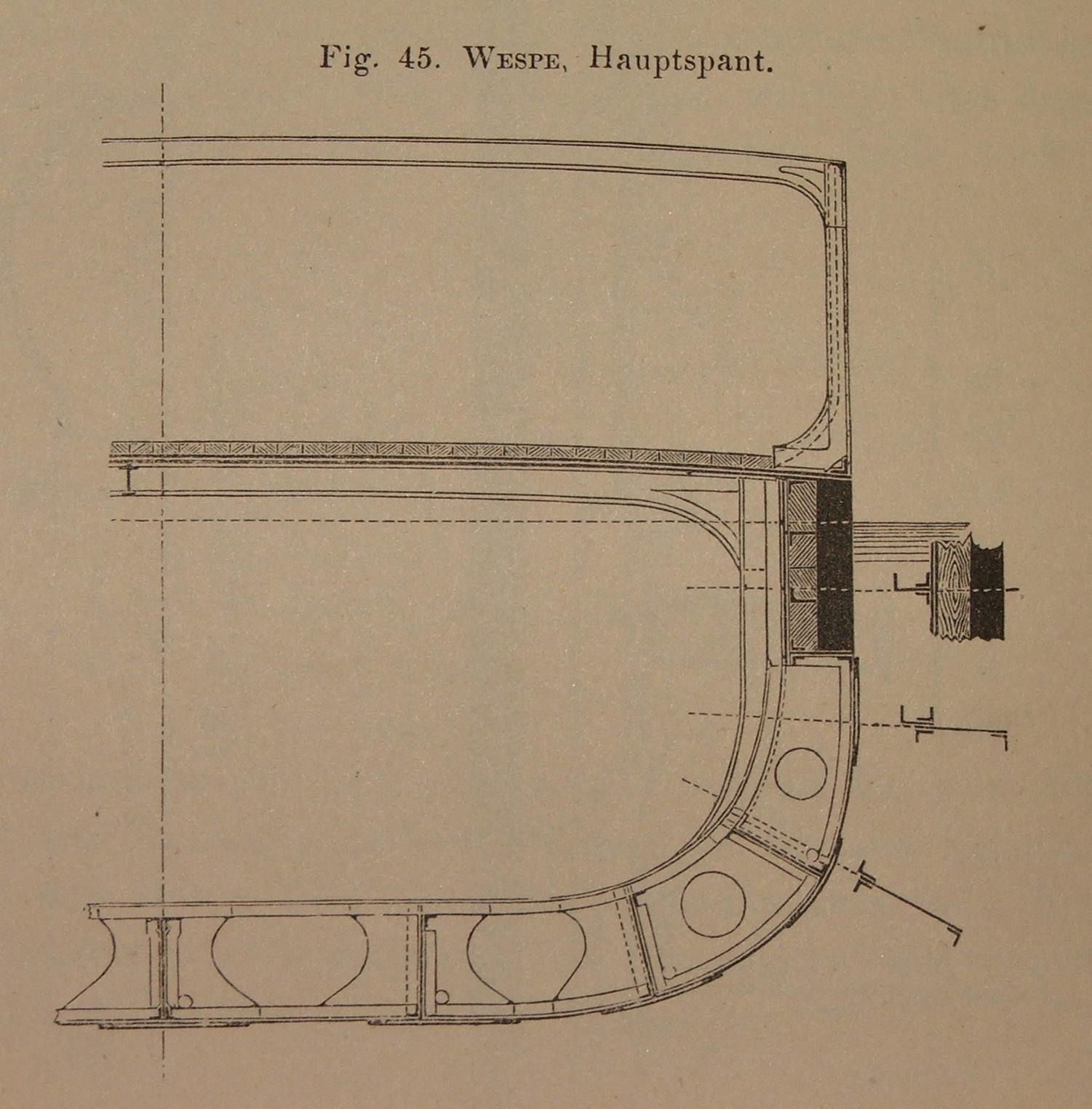
Schnitt durch den Hauptspant

Die als Querspant-Eisenbauten gearbeiteten Boote der Wespe-Klasse verdrängten maximal 1163 t, wobei die Konstruktionsverdrängung auf 1098 t berechnet war. Die Boote waren insgesamt 46,4 m lang, wobei die Konstruktionswasserlinie 45,5 m maß, und 10,6 m breit. Der maximale Tiefgang belief sich auf 3,24 m vorn und 3,4 m achtern, wobei jedoch bei den einzelnen Booten geringe Abweichungen auftraten. Der Rumpf war zur Erhöhung der Sinksicherheit in zehn wasserdichte Abteilungen unterteilt. Der für das Trockenfallen notwendige flache Boden war zu etwas mehr als der Hälfte als Doppelboden konstruiert.
Ursprünglich verfügten die Boote nicht über eine elektrische Ausrüstung. Diese wurde aber 1892/93 nachträglich eingebaut. Die Stromversorgung stellte ein Generator sicher, der bei einer Spannung von 55 V eine maximale Leistung von 1,9 kW erzeugte.
Die Einheiten der Wespe-Klasse waren schlechte Seeschiffe. Sie waren stark luvgierig und verfügten über eine ausgeprägte Schlingertendenz, die ein Schießen bereits bei Windstärke 4 bis 5 verhinderte. Darüber hinaus waren die Boote sehr nass und nahmen schon bei geringem Seegang viel Wasser über. Durch das große Drehmoment ließen sich die Panzerkanonenboote nur schwer steuern, die einmal eingeleitete Drehung war nur schwer zu stoppen.

### Antriebsanlage
Die Maschinenanlage der Panzerkanonenboote bestand aus zwei geneigten zweizylindrigen Verbunddampfmaschinen, die in einem gemeinsamen Kesselraum untergebracht waren. Die konstruktive Leistung von 700 PSi wurde auf allen Booten teilweise deutlich übertroffen, so leistete die Maschinenanlage der Hummel 756 PSi, die der Wespe sogar 800 PSi. Jede der Dampfmaschinen wirkte auf einen vierflügeligen Propeller mit 4,2 m Durchmesser.
Für die Dampfversorgung befanden sich vier Zylinderkessel in einem gemeinsamen Kesselraum. Diese waren bei Wespe und Viper längs, ab der Biene quer eingebaut und erzeugten einen Dampfdruck von 4 atü. Die Kessel verfügten über acht Feuerungen und eine Gesamtheizfläche von 294 m².
Die Antriebsanlage ermöglichte den Booten eine Höchstgeschwindigkeit von 10,4 kn (Wespe) bis 11,2 kn (Crocodill). Damit überboten alle Einheiten der Klasse die geforderte Höchstgeschwindigkeit von 9 kn beträchtlich. Der mitgeführte Brennstoffvorrat von 40 t Kohle ermöglichte den Booten eine Dampfstrecke von 700 sm bei einer Marschgeschwindigkeit von 7 kn.

### Bewaffnung
Als Hauptbewaffnung befand sich eine 30,50 cm L/22 Ringkanone an Bord, die in einer oben offenen, halbrunden Barbette auf dem Vorschiff aufgestellt war. Bei einer maximalen Rohrerhöhung von 20° erreichte die Kanone eine Schussweite von 10 km. Bis 1883 war dieses Geschütz, für das 38 Schuss Munition mitgeführt wurden, abgesehen vom Rammsporn die einzige Bewaffnung der Boote. 1892/93 erhielt die Barbette eine zusätzliche Brustwehr, die das Geschütz jedoch nicht vor feindlichem Beschuss, sondern vor dem Seegang und überkommendem Wasser schützen sollte. Unterhalb der Wasserlinie, aber noch oberhalb des Rammsporns, wurden 1883 zwei Torpedorohre mit 35 cm Durchmesser nebeneinander eingebaut. Für jedes Rohr befand sich lediglich ein Torpedo an Bord. Im Zuge des geringfügigen Umbaus wurde die Bewaffnung um zwei 8,7-cm-L/24-Ringkanonen auf beiden Seiten des Hecks mit einem Munitionsvorrat von jeweils 100 Schuss erweitert. Darüber hinaus kamen zwei 3,7-cm-Revolverkanonen an Bord.

### Panzerung

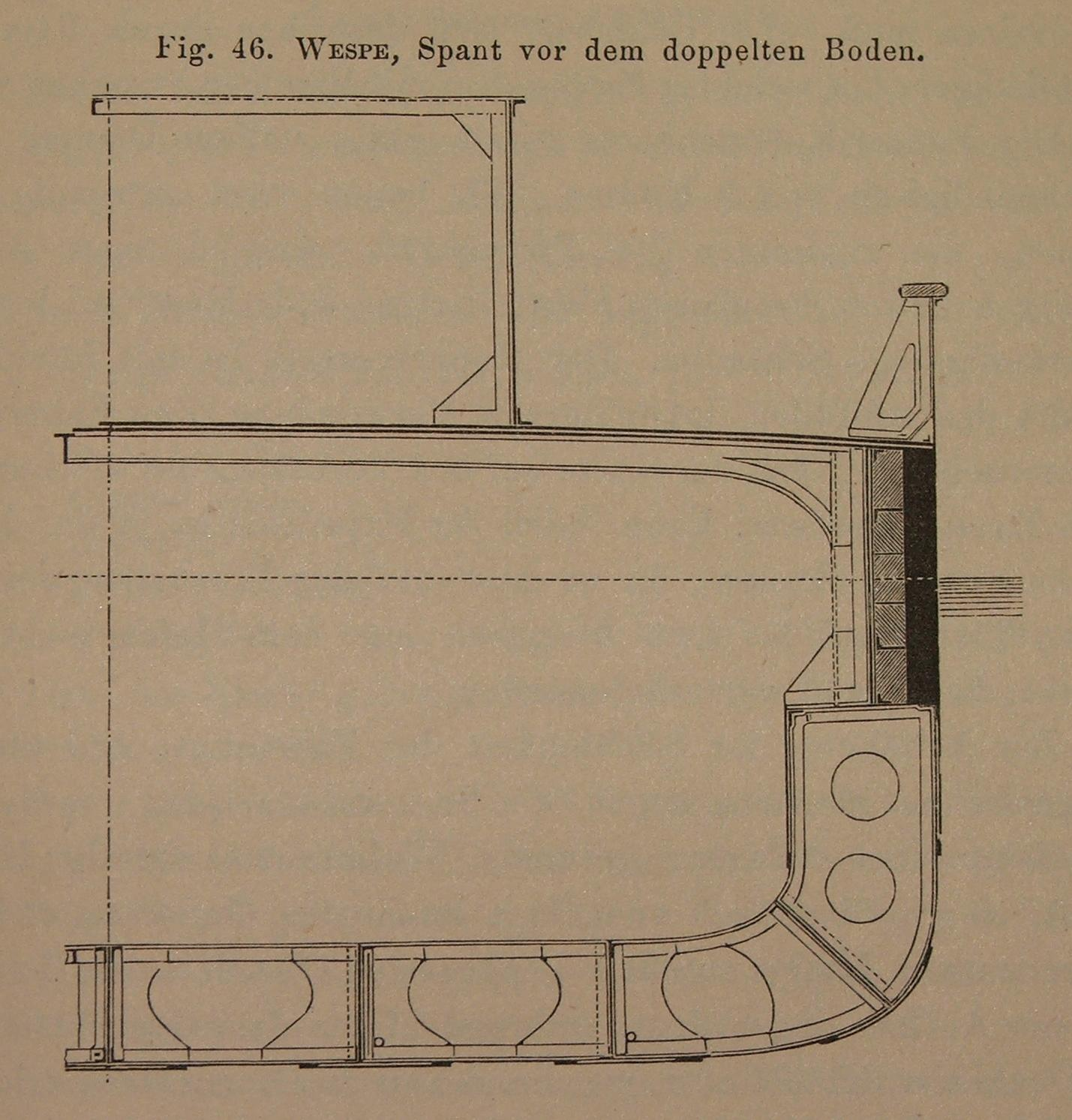
Schnitt durch den Spant vor dem Doppelboden

Als Panzermaterial wurden Platten aus Schmiedeeisen verwendet, die auf einer Unterlage aus Teakholz aufgebracht waren. Auf eine Ausrüstung mit der aufkommenden Compoundpanzerung aus Eisen und Stahl verzichtete man, obwohl diese deutlich widerstandsfähiger war. Der Gürtelpanzer erstreckte sich über die ganze Bootslänge und reichte von etwa 75 cm unterhalb der Wasserlinie bis zum Oberdeck. Er bestand aus 102 bis 203 mm starken Eisenplatten mit einer 210 mm dicken Holzunterlage. Die Barbette erhielt durchgehend 203 mm Panzerung, die ebenfalls auf 210 mm Holz aufgebracht wurde. Das ohne Böschungen ausgeführte Panzerdeck bestand aus zwei Lagen mit 22 und 28 mm Stärke. Der 1892/93 hinzugekommene Kommandoturm wurde mit einer 20 mm starken Panzerung versehen.

### Besatzung
Die Besatzung bestand aus drei Seeoffizieren, vier Deckoffizieren und 81 Unteroffizieren und Mannschaften. Bei eingeschifftem Divisionsstab waren zusätzlich drei Offiziere und fünf bis acht weitere Seeleute an Bord.